# Sylvio Arriola
Pour les articles homonymes, voir Arriola (homonymie).
 (novembre 2024).
La mise en forme du texte ne suit pas les recommandations de Wikipédia : il faut le « wikifier ».
Les points d'amélioration suivants sont les cas les plus fréquents :
- Les titres sont pré-formatés par le logiciel. Ils ne sont ni en capitales, ni en gras.
- Le texte ne doit pas être écrit en capitales (les noms de famille non plus), ni en gras, ni en italique, ni en « petit »…
- Le gras n'est utilisé que pour surligner le titre de l'article dans l'introduction, une seule fois.
- L'italique est rarement utilisé : mots en langue étrangère, titres d'œuvres, noms de bateaux, etc.
- Les citations ne sont pas en italique mais en corps de texte normal. Elles sont entourées par des guillemets français : « et ».
- Les listes à puces sont à éviter, des paragraphes rédigés étant largement préférés. Les tableaux sont à réserver à la présentation de données structurées (résultats, etc.).
- Les appels de note de bas de page (petits chiffres en exposant, introduits par l'outil «  Source ») sont à placer entre la fin de phrase et le point final[comme ça].
- Les liens internes (vers d'autres articles de Wikipédia) sont à choisir avec parcimonie. Créez des liens vers des articles approfondissant le sujet. Les termes génériques sans rapport avec le sujet sont à éviter, ainsi que les répétitions de liens vers un même terme.
- Les liens externes sont à placer uniquement dans une section « Liens externes », à la fin de l'article. Ces liens sont à choisir avec parcimonie suivant les règles définies. Si un lien sert de source à l'article, son insertion dans le texte est à faire par les notes de bas de page.
- La présentation des références doit suivre les conventions bibliographiques. Il est recommandé d'utiliser les modèles {{Ouvrage}}, {{Chapitre}}, {{Article}}, {{Lien web}} et/ou {{Bibliographie}}. Le mode d'édition visuel peut mettre en forme automatiquement les références.
- Insérer une infobox (cadre d'informations à droite) n'est pas obligatoire pour parachever la mise en page.

Pour une aide détaillée, merci de consulter Aide:Wikification.
Si vous pensez que ces points ont été résolus, vous pouvez retirer ce bandeau et améliorer la mise en forme d'un autre article.
Sylvio Arriola est un acteur canadien ,,.

## Pièces de théâtre
| Année     | Titre                                            | Rôle                                       | Notes                               |
| --------- | ------------------------------------------------ | ------------------------------------------ | ----------------------------------- |
| 2002      | Zazie dans le métro                              | Tonton Gabriel                             | Mise en scène : Frédéric Dubois     |
| 2002      | Les Trois Sœurs                                  | Kouliguine et Féraponte                    | Mise en scène : Wajdi Mouawad       |
| 2002      | Chroniques des jours entiers, des nuits entières | Gaspard                                    | Mise en scène : Frédéric Dubois     |
| 2003-2025 | Téléroman                                        | Hugues                                     | Mise en scène : Frédéric Dubois     |
| 2004      | Ubu roi                                          | Bougrelas et autres                        | Mise en scène : Frédéric Dubois     |
| 2004      | Les Feluettes                                    | Baronne de Hue                             | Mise en scène : Frédéric Dubois     |
| 2004-2009 | Vie et mort du roi boîteux                       | Roy Williams                               | Mise en scène : Frédéric Dubois     |
| 2005      | Une année sans été                               | Gérard                                     | Mise en scène : Véronique Côté      |
| 2006      | Les Mots fantômes                                | Gabriel et Le maître                       | Mise en scène : Michel Nadeau       |
| 2006      | Les Mains sales                                  | Ivan et Le prince                          | Mise en scène : Marie Gignac        |
| 2006-2009 | C.H.S. (combustion humaine spontanée)            | Le scientifique                            | Mise en scène : Christian Lapointe  |
| 2008      | La Cerisaie                                      | Petia Trofimov                             | Mise en scène : Frédéric Dubois     |
| 2009      | Viva Pinoshit                                    | Salvador Allende, Henry Kisinger et autres | Mise en scène : Olivier Lépine      |
| 2009      | Reconnaissance                                   | Manuel et autres                           | Mise en scène : Michel Nadeau       |
| 2007-2010 | La cantatrice chauve                             | M.Smith, Le professeur                     | Mise en scène : Frédéric Dubois     |
| 2008-2009 | Anky ou la fuite                                 | Une ombre                                  | Mise en scène : Christian Lapointe  |
| 2009-2010 | Limbes                                           | Judas, le Grec                             | Mise en scène : Christian Lapointe  |
| 2010      | Inès Pérée et Inat Tendu                         | Mario Escalope                             | Mise en scène : Frédéric Dubois     |
| 2011      | Pour ne pas mourir                               | Faust                                      | Mise en scène : Hanna Abd El Nour   |
| 2012      | Sepsis                                           | Un cadavre                                 | Mise en scène : Christian Lapointe  |
| 2011      | Pour ne pas mourir                               | Faust                                      | Mise en scène : Hanna Abd El Nour   |
| 2012-2014 | Jeu de cartes : Pique                            | Jean-François, le chaman et autres         | Mise en scène : Robert Lepage       |
| 2015      | Richard III                                      | Richard Ratcliffe et autres                | Mise en scène : Brigitte Haentjens  |
| 2015      | Pelléas et Mélisande                             | Le médecin et le caméraman                 | Mise en scène : Christian Lapointe  |
| 2018      | Voyages                                          | performer                                  | Mise en scène : Hanna Abd El Nour   |
| 2018-2029 | Oh, la Boulette                                  | performer                                  | Mise en scène : Nicolas Gendron     |
| 2022      | Lolita n'existe pas                              | L'homme                                    | Mise en scène : Valéry Drapeau      |
| 2022-2023 | Salle de nouvelles                               | James Hunter et caméraman                  | Mise en scène : Marie-Josée Bastien |
| 2023      | Parents et amis sont invités à y assister        | Orphelin #1 et le brancardier              | Mise en scène : Christian Lapointe  |

## Filmographie

### Films
| Année | Titre                   | Rôle                     | Notes                                          |
| ----- | ----------------------- | ------------------------ | ---------------------------------------------- |
| 2017  | All You Can Eat Bouddha | Valentino                | Réalisation : Ian Lagarde, Prod. Voyelles Film |
| 2019  | Le Coupable             | Frédéric                 | Réalisation: Onur Karaman                      |
| 2021  | Dans une semaine        | Roberto Gutierrez Romano | Réalisation: Roberto Zorfini                   |
| 2022  | Nouveau-Québec          | Constable Raoul Giguère  | Réalisation: Sarah Fortin, Prod. Voyelles film |
| 2022  | La guerre nuptiale      | Le baron                 | Réalisation: Maxime Desruisseaux               |
| 2023  | Jour de merde           | Luc                      | Réalisation: Kevin T.Landry, Prod. La 115ième  |

### Télévision
| Année     | Titre                          | Rôle                          | Notes                                                                        |
| --------- | ------------------------------ | ----------------------------- | ---------------------------------------------------------------------------- |
| 2009      | Chabotte et fille              | Martin le livreur             | Épisode La Fugitive                                                          |
| 2012      | 19-2                           | Employé de l'école            | Épisode #2.1                                                                 |
| 2014      | Légendes urbaines              | Le rescapé                    |                                                                              |
| 2015      | Subito texto                   | Le policier                   |                                                                              |
| 2018      | Plan B                         | Représentant funéraire        |                                                                              |
| 2019      | Ruptures                       | Manuel / Ami de Mireille      | Réalisation: Rafaël Ouellet                                                  |
| 2021      | Les Moments parfaits           | Infirmier, oncologie          | Réalisation: François Bégin                                                  |
| 2022      | C'est comme ça que je t'aime 2 | L'homme impatient             | Réalisation: Robin Aubert                                                    |
| 2022      | Dans ma tête, le retour        | Psychologue                   | Réalisation: Marc Charbonneau                                                |
| 2022      | District 31                    | Michel Daoust                 | Réalisation: Danièle Méthot                                                  |
| 2024      | Stat                           | Urologue                      | Réalisation: Jean-Marc Piché                                                 |
| 2024      | À cœur battant 2               | Médecin                       | Réalisation: Louise Archambault                                              |
| 2024      | L'Œil du cyclone 5             | Conseiller financier          | Réalisation: Julie Hogue                                                     |
| 2024      | Empathie                       | Dr Sira                       | Réalisation: Guillaume Lonergan                                              |
| 2023-2025 | Sorcières                      | Jean-Denis Perron, psychiatre | Réalisation: Myriam Verreault, Ian Lagarde, Jeanne Leblanc Production Amalga |